# Pierre-Olivier Berthet
Pour les articles homonymes, voir Berthet.
Pierre-Olivier Berthet (nom de scène Berthet) est un auteur-compositeur-interprète d'origine française.

## Biographie

### Le tout début
Pierre-Olivier Berthet est né en Lorraine en 1967. Après avoir été « dégoûté » de la musique par le solfège à l'âge de 11 ans, il prend plusieurs « claques » à l'écoute de Yellow Submarine, Machine Head de Deep Purple et lors d'un concert de Trust. Après avoir acheté une guitare électrique, il monte son premier groupe, fait quelques concerts, une radio et une première maquette.

### L'apprentissage
Il s'initie également à la basse, puis aux claviers par l'intermédiaire de son frère.
Un séjour à Dunkerque le plongera dans le jazz derrière une batterie. Il enregistre alors une seconde cassette puis investit dans un home-studio d'où sortiront les premières maquettes en solo. Pendant ses études de commerce, il cumule plusieurs jobs (chanteur, bassiste puis guitariste et enfin chef de publicité des magazines Guitar World, Bass & Drums et Musicien). Il décide finalement d'entrer au Centre Musical Créatif de Nancy (CMCN) en 1991 pour y étudier la guitare, le chant, l'informatique musicale, la théorie, toutes les musiques qu'il ne connait pas, mais également pour y rencontrer d'autres musiciens de tous horizons et de tous styles...

### Ses premières armes
Diplômé et professionnel, il se jette corps et âme dans son nouvel univers, totalisant plus de 400 concerts en 6 ans. La maturité de ces années aidant, il entreprend un travail d'écriture et de composition en restant à l'affût de toutes les nouvelles techniques et sonorités. Petit à petit naît Alinoë, sous la forme d'un "power trio", guitare, basse, batterie : formation essentielle du rock 'n' roll !

### Informatique et liberté
Commence alors la valse des tremplins et des premières parties (Pow Wow, Ange, Zézé Mago, etc.) dans des formules électriques, acoustiques, en groupe ou en solo. Il en profite également pour jouer au « réalisateur » avec les groupes de ses amis (Watt Spirite, S. Affair, Moonlight, Elliot...) ou réaliser des remixes pour Patrick Rondat et ses anciens groupes.

### La rencontre avec sa parolière
Il passe ensuite une dizaine de jours à Astaffort, patrie de l'association "Voix du Sud", dont le président Francis Cabrel organise des rencontres d'auteurs, compositeurs et interprètes. Il y fait la connaissance d'une auteure : Valérie Fauchet qui écrit les textes du premier album...

### Son premier album: Pudeurs
En septembre 1999, soit 3 mois après la sortie de l'album Pudeurs dans sa version autoproduite, Berthet remporte le trophée Radio-France (truffe d'argent de Périgueux). La chanson À la terrasse d'un café lui permet même d'entrer dans le classement Aircheck-Ipsos des meilleures diffusions radio en novembre... L'album ressortira avec deux titres supplémentaires en mai 2000. Ensuite, d'articles de presse en émissions de radios et quelques télés, Berthet continue sa route sur scène accompagné de ses 3 musiciens (rencontrés à l'époque du CMCN) : Raoul Wisniewski, Bernard Brand à la basse, Miguel Leroy à la guitare, sous forme de mini-concerts acoustiques ou de concerts plus classiques...

### Le deuxième album: Équivoque
Après de longs mois de travail avec sa parolière Valérie Fauchet, son batteur Raoul Wisniewski et en solo, Berthet propose une trentaine de titres pour son nouvel opus. Douze sont finalement sélectionnés et enregistrés grâce à un studio mobile et un ordinateur portable... En 2003, le nouvel album Équivoque marque donc un nouveau pas pour Berthet dans l'utilisation de l'informatique musicale... On notera également l'arrivée de Raoul Wisniewski dans un rôle d'auteur...

### Le troisième album: Alouette
Au fil des concerts, des rencontres et des contributions sur différents albums, Berthet se prépare et murit son troisième album (Alouette). Le temps de se remettre au travail est venu courant 2006 et avec l'aide de Dana Kern et de David Obeltz (Scapin) comme auteurs sur quelques titres, les choses se précisent. Se ressourçant auprès des artistes qu'il affectionne (Joe Jackson, Bruce Springsteen, John Mellencamp, The Clash, etc.), il enregistre entièrement seul dans son studio la totalité des instruments, et réalise puis mixe un album éclectique dont la couleur "rock" sera réellement affirmée. Sortie prévue en "numérique" (téléchargement) en février 2008.

## Discographie
- 2008 : Alouette
- 2003 : Équivoque
- 2000 : Pudeurs

## Albums sur lesquels il a composé des titres
- 2010 : Symbiosis - Dana Kern
- 2007 : Légendes urbaines - Nolwen
- 2004 : Premier regard - Dana Kern
- 2003 : Single - Claude Esteve
- 2001 : Vasco - Claude Esteve
- 2000 : Le Cheval à bascule - Claude Esteve

## Participations
- 1995 : Guitare et Chœurs sur l'album " À Vous Mes Voyageurs" de Francis Décamps (ex-clavier fondateur de Ange.
- 2003 : Duo avec Nolwen, album Océane (Créon/ Virgin)